# Vandellia
Vandellia és un gènere de peixos gat natius d'Amèrica del Sud. El nom del gènere prové del naturalista Domenico Vandelli. Són peixos paràsits coneguts pel costum d'entrar dins la uretra humana.

## Taxonomia
Actualment tres espècies són reconegudes:
- Vandellia beccarii di Caporiacco, 1935
- Vandellia cirrhosa Valenciennes, 1846 (Candiru)
- Vandellia sanguinea Eigenmann, 1917